# Eragrostideae
Eragrostideae племе је вишегодишњих и једногодишњих биљака из породице трава, део потфамилије Chloridoideae. Племе је описано 1898. године.

## Подплемена
1. Subtribus Cotteinae Reeder
  1. Cottea Kunth (1 sp.)
  2. Enneapogon Desv. ex P. Beauv. (29 spp.)
  3. Kaokochloa De Winter (1 sp.)
  4. Schmidtia Steud. (2 spp.)
2. Subtribus Eragrostidinae J. Presl
  1. Cladoraphis Franch. (2 spp.)
  2. Eragrostis Wolf (433 spp.) (sin. Acamptoclados, Catalepis, Diandrochloa, Ectrosia, Ectrosiopsis, Harpachne, Heterachne, Neeragrostis, Planichloa, Pogonarthria, Psammagrostis, Viguierella)
  3. Richardsiella
  4. Steirachne
  5. Stiburus (sin. Triphlebia)
3. Subtribus Unioliinae Clayton
  1. Fingerhuthia Nees ex Lehm. (2 spp.)
  2. Entoplocamia Stapf (1 sp.)
  3. Tetrachne Nees (1 sp.)
  4. Uniola L. (5 spp.)
  5. Tetrachaete Chiov. (1)